# الإمبراطورية الدنماركية الاستعمارية

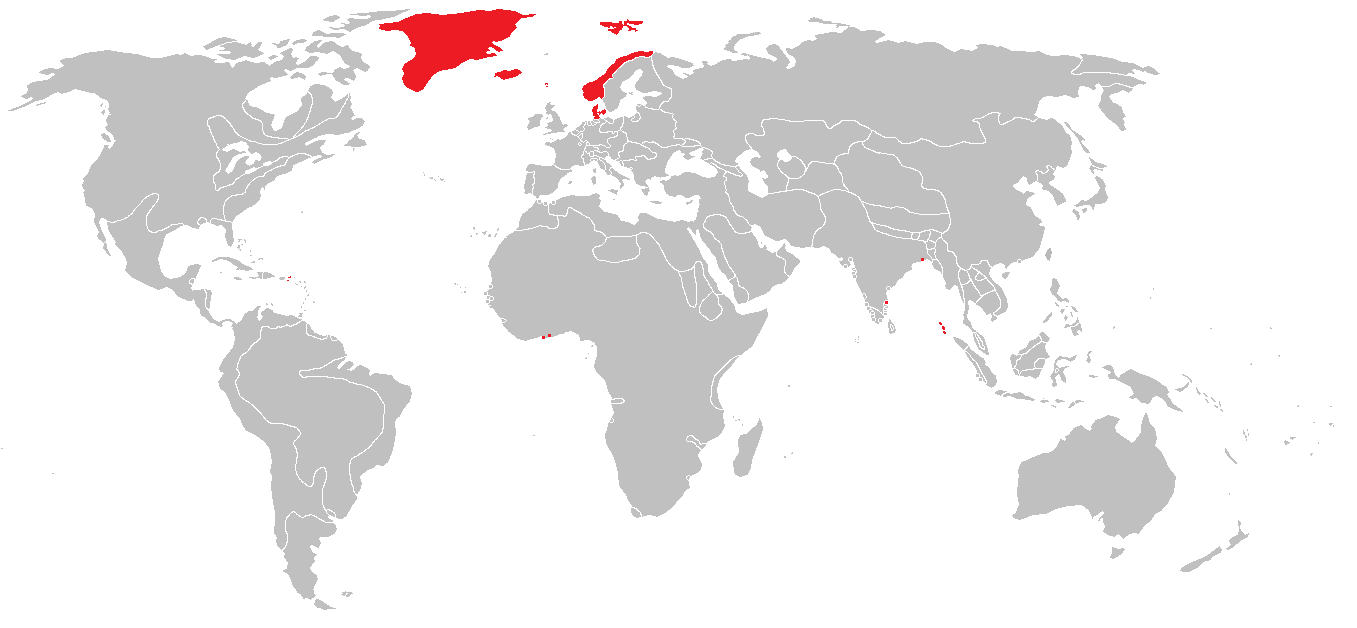
الدنمارك-النرويج والمناطق التابعة لهم في عام 1800

بمعاني مختلفة، الإمبراطورية الدنماركية الاستعمارية أو ما اضحى يسمى اليوم بالدنمارك، الذي كان يملك مستعمرات في بداية القرن الثالث عشر، استولى عليها من استونيا. في عام 1536 دخل الدنمارك في اتحاد شخصي مع النرويج، فشكلو كيان جديد يسمى الدنمارك-النرويج en وضم الكيان الجديد ممتلكات للنرويج في جرينلاند، وجزر فارو، وآيسلندا. اما جزر أوركني، وشتلند، هذه الأراضي التي كان يسيطر عليها العدو الاستكلندي والتي كانت تحكمها النرويج لغاية القرن الخامس عشر، جرت عدة محاولات لاعادتها للنرويج فيما بعد. في القرن السابع عشر بعد خسارة الدنمارك-النرويج en مناطق تابعة لها شبه الجزيرة الإسكندنافية بدأت الدنمارك-النرويج اعداد مستعمرات، حصون، ومراكز تجارية في أفريقيا، منطقة البحر الكاريبي، والهند. بعد عام 1814، عندما تم منح النرويج إلى السويد في أعقاب الحروب النابليونية، احتفظ الدنمارك بقبضته الاستعمارية الاستعمارية.
شيرستيان الرابع شرع بأول سياسة لتوسيع تجارة الدنمارك في الخارج، كجزء من موجة المركنتلية التي كانت تجتاح أوروبا في ذلك الوقت. الدنمارك قامت بتاسيس مستعمرتها الأولى في Tharangambadi en [الإنجليزية] على السواحل الجنوبية للهند في عام 1620. وقاد الأدميرال Ove Gjedde en [الإنجليزية] الحملة التي أنشأت هذه المستعمرة. البقايا الوحيدة المتبقية من هذه الامبراطورية الدنماركية هي جزر فارو وغرينلاند; جزر فارو التي كانت مقاطعة دنماركية حتى العام 1948, بينما الوضع الاستعماري للغرينلاند انتهى في 1953. وأصبحوا الآن مناطق متمتعة بالحكم الذاتي في مملكة الدنمارك في الوقت الحالي.

## نظرة عامة

### إفريقيا
احتفظت الدنمارك بعدد من المراكز التجارية وأربعة حصونٍ على طول الساحل الذهبي في غرب إفريقيا، وخاصة حول غانا الحديثة. بُنيت ثلاث مراكز تجارية وهي حصن فريدريكسبورغ، بومبو؛ قلعة أوسو بالقرب من أكرا عام 1661، والتي ابتيعت من السويد؛ وفريدريكسبيرغ. ومن بين الحصون كان هناك حصن برينزنشتاين الذي بُني عام 1784، وحصن أوغوستابورغ من عام 1787 وحصن فريدنسبورغ وحصن كونغنستن، ويوجد العديد منها اليوم كأنقاض. بقي منهم اثنان، وهما قلعة أوسو وقلعة كريستيانسبورغ، كانت الأخيرة مقرًا لرؤساء غانا.
أُنشأت المزارع بالقرب من فريدريكسبورغ، لكنها فشلت. أصبح حصن كريستيانسبورغ قاعدة للقوى الدنماركية في غرب إفريقيا، ومركزًا لتجارة الرقيق إلى جزر الهند الغربية الدنماركية. في عام 1807، قُمع شركاء أعمال الدنماركيين الأفارقة من قِبل جماعة أشانتي المتفرعة عن شعب الأكان، مما أدى إلى التخلي عن جميع المراكز التجارية. باعت الدنمارك حصونها للمملكة المتحدة في عام 1850.

#### قائمة
- حصن فريدينسبورغ  (نينغو: 1734 – مارس 1850)
- فورت كريستيانسبورغ (أكرا: 1658 – أبريل 1659، 1661 – ديسمبر 1680، فبراير 1683 – 1693، 1694 – 1850)
- حصن أوغاستابورغ (تيشي: 1787 – مارس 1850)
- حصن برينزنشتاين (كيتا: 1780 – 12 مارس 1850)
- حسن كونغنستن (أدا: 1784 – مارس 1850)
- حصن كارلسبورغ (فبراير 1658 – 16 أبريل 1659، 22 أبريل 1663 – 3 مايو 1664)
- قلعة كيب كوست (كونغ) (كيب كوست: 1659 – 24 أبريل 1661)[2]
- حصن فريدريكسبورغ (أمانفول أو أمانفرو: 1659 – 16 أبريل 1685)
- حصن ويليام (غانا) في أنومابو (1657 – 1659)
- قاعدة صغيرة قرب نينغو من عام 1784 إلى 1850.

### آسيا
حافظت الدنمارك على مستعمرات صغيرة متناثرة ومراكز تجارية في جميع أنحاء شبه القارة الهندية من القرن السابع عشر إلى القرن التاسع عشر، وبعد ذلك بيع معظمها أو جرى التنازل عنها لبريطانيا التي أصبحت القوة المهيمنة هناك. كان الجانب الاقتصادي الأكثر أهمية هو تجارة التوابل والوصول إلى منطقة شرق آسيا، بما في ذلك الإمبراطورية الصينية الواقعة في أقصى الشرق.

## انظر ايضاً
- شركة الهند الشرقية الدنماركية
- شركة الهند الغربية الدنماركية
- الهند الغربية الدنماركية
- ساحل الذهب الدنماركي